# Megalagrion oahuense
Megalagrion oahuense – gatunek ważki z rodziny łątkowatych (Coenagrionidae). Jest endemitem hawajskiej wyspy Oʻahu.